# NGC 1312
NGC 1312 – gwiazda podwójna znajdująca się w gwiazdozbiorze Byka. Skatalogował ją Sidney Coolidge 16 grudnia 1859 roku jako słaby obiekt typu „mgławicowego”. Baza SIMBAD błędnie podaje, że NGC 1312 to galaktyka LEDA 12682 (PGC 12682).